# زابولوتيف
زابولوتيف (Заболотів) هي مدينة في مقاطعة إفانو-فرانكيفسكا في أوكرانيا.
يبلغ عدد سكانها حوالي 4106 نسمة.